# Kateřina Habsburská (1533–1572)
Kateřina Habsburská (polsky: Katarzyna Habsburżanka; litevsky: Kotryna Habsburgaitė; 15. září 1533, Innsbruck – 28. února 1572, Linec) byla jedním z patnácti dětí Ferdinanda I., císaře Svaté říše římské, a Anny Jagellonské, královny uherské a české. V roce 1553 se provdala za polského krále Zikmunda II. Augusta a stala se polskou královnou a litevskou velkovévodkyní. Jejich manželství nebylo šťastné a neměli spolu žádné děti. Po pravděpodobném potratu v roce 1554 a nemoci v roce 1558 se Zikmund od Kateřiny stále více odcizoval. Snažil se, ale neúspěšně, získat od papeže rozvod. V roce 1565 se Kateřina vrátila do Rakouska a žila v Linci až do své smrti. Zikmund zemřel jen několik měsíců po ní, čímž vymřela mužská linie dynastie Jagellonců. Dynastie však formálně pokračovala ještě jednu vládu – vládu Zikmundovy sestry Anny Jagellonské, která byla korunována mužským titulem Rex Poloniae (král Polska).

## Mládí
Narodila se jako sedmé dítě a pátá dcera císaře Svaté říše řísmké, Ferdinanda I. a Anny Jagellonské, dědičky Čech, Uher a Chorvatska. Její otec s ní měl politické plány, protože byla dalším potomkem k rozmáhající se habsburské sňatkové politice. V roce 1539 byla spolu se starší sestrou Marií odvezena do Záhřebu, kde byla vychovaná v přísně katolickém duchu. Jejich výchova zahrnovala charitativní činnost, znalost jazyků a přípravu na budoucí královský sňatek.
Byla považována za krásku, která ovládala němčinu, francouzštinu, italštinu, chorvatštinu a latinu.
Roku 1546 se vdala starší sestra Marie za Viléma, vévodu z Jülichu a Kateřina se vrátila zpět do rakouského Innsbrucku.

## První manželství
V roce 1548 se patnáctiletá Kateřina zasnoubila ve Vídni s mladičkým, stejně starým mantovským vévodou Františkem III. Gonzagou. O rok později, 22. října roku 1549 se v Mantově, hlavním městě vévodství, za vévodu provdala. Do manželství přispěla věnem 50 tisíc zlatých. Vztah obou mladých lidí byl harmonický a Mantova přijala mladou vévodkyni vřele. Záhy po svatbě Kateřina otěhotněla, ale po třech měsících dítě potratila. S vévodou se tehdy dost odcizili. Další měsíc (22. února 1550) zemřel vévoda na zápal plic.
Po pouhého půl roku trvajícím manželství byla pak mladá vdova vykázána z Mantovy zpět do Rakouska s pravidelným měsíčním důchodem 10 tisíc zlatých.

## Druhé manželství
Po návratu do Vídně jí otec přidělil titul „Její královská Výsost, vévodkyně Kateřina Kraňská.“ Žila ve stálém zármutku nad smrtí manžela, již v roce 1553 ji však otec zasnoubil s polským králem Zikmundem II. Augustem, jehož první manželkou byla její starší sestra Alžběta (druhou pak litevská šlechtična Barbora Radziwiłłovna).
Přes její nesouhlas se 19. července roku 1553 v Krakově konala svatba a 20. srpna proběhla ve Wawelu její korunovace polskou královnou. Protože dvě předchozí Zikmundova manželství skončila bezdětná, očekával od ní král mužského potomka a dědice trůnu. Kateřina se po příchodu do Polska učila polsky a od počátku jejího příchodu na krakovský dvůr tvořila kontakty s důležitými osobnostmi polského politického života.
Na konci roku 1553 Kateřina otěhotněla. Dne 21. srpna 1554 při porodu málem přišla o život, děvčátko, které se narodilo, však ještě tentýž den zemřelo. Po porodu již nemohla mít další děti. Vztahy mezi ní a králem ochladly a na podzim roku 1559 Zikmund Kateřinu zapudil. Zahanbená odešla v roce 1566 zpět do Rakouska a usadila se v Linci. Z Polska jí byl posílán pravidelný měsíční důchod ve výši 6 tisíc zlatých.

## Návrat do Rakouska
Další nabídky na sňatek již odmítala. Byla mecenáškou umění, milovala historii, malířství a tanec. Měla velice blízký vztah ke svému staršímu bratru Maxmiliánovi II. a všechen svůj majetek odkázala právě jemu. Zemřela ve 39 letech stejně jako její první manžel na zápal plic. Je pohřbena v klášteře svatého Floriana u Lince.

## Vývod z předků
|                     |                           |  |                       |                                        |  |  |  |  |  |  |  | Fridrich III. Habsburský |
|                     |                           |  |                       |                                        |  |  |  |  |  |  |  |                          |
|                     | Maxmilián I. Habsburský   |  |                       |                                        |  |  |  |  |  |  |  |                          |
|                     |                           |  |                       |                                        |  |  |  |  |  |  |  |                          |
|                     |                           |  |                       | Eleonora Portugalská                   |  |  |  |  |  |  |  |                          |
|                     |                           |  |                       |                                        |  |  |  |  |  |  |  |                          |
|                     | Filip I. Kastilský        |  |                       |                                        |  |  |  |  |  |  |  |                          |
|                     |                           |  |                       |                                        |  |  |  |  |  |  |  |                          |
|                     |                           |  |                       | Karel Smělý                            |  |  |  |  |  |  |  |                          |
|                     |                           |  |                       |                                        |  |  |  |  |  |  |  |                          |
|                     | Marie Burgundská          |  |                       |                                        |  |  |  |  |  |  |  |                          |
|                     |                           |  |                       |                                        |  |  |  |  |  |  |  |                          |
|                     |                           |  |                       | Isabela Bourbonská                     |  |  |  |  |  |  |  |                          |
|                     |                           |  |                       |                                        |  |  |  |  |  |  |  |                          |
|                     | Ferdinand I. Habsburský   |  |                       |                                        |  |  |  |  |  |  |  |                          |
|                     |                           |  |                       |                                        |  |  |  |  |  |  |  |                          |
|                     |                           |  |                       | Jan II. Aragonský                      |  |  |  |  |  |  |  |                          |
|                     |                           |  |                       |                                        |  |  |  |  |  |  |  |                          |
|                     | Ferdinand II. Aragonský   |  |                       |                                        |  |  |  |  |  |  |  |                          |
|                     |                           |  |                       |                                        |  |  |  |  |  |  |  |                          |
|                     |                           |  |                       | Juana Enríquez                         |  |  |  |  |  |  |  |                          |
|                     |                           |  |                       |                                        |  |  |  |  |  |  |  |                          |
|                     | Jana I. Kastilská         |  |                       |                                        |  |  |  |  |  |  |  |                          |
|                     |                           |  |                       |                                        |  |  |  |  |  |  |  |                          |
|                     |                           |  |                       | Jan II. Kastilský                      |  |  |  |  |  |  |  |                          |
|                     |                           |  |                       |                                        |  |  |  |  |  |  |  |                          |
|                     | Isabela I. Kastilská      |  |                       |                                        |  |  |  |  |  |  |  |                          |
|                     |                           |  |                       |                                        |  |  |  |  |  |  |  |                          |
|                     |                           |  |                       | Isabela Portugalská                    |  |  |  |  |  |  |  |                          |
|                     |                           |  |                       |                                        |  |  |  |  |  |  |  |                          |
| Kateřina Habsburská |                           |  |                       |                                        |  |  |  |  |  |  |  |                          |
|                     |                           |  |                       |                                        |  |  |  |  |  |  |  |                          |
|                     |                           |  | Vladislav II. Jagello |                                        |  |  |  |  |  |  |  |                          |
|                     |                           |  |                       |                                        |  |  |  |  |  |  |  |                          |
|                     | Kazimír IV. Jagellonský   |  |                       |                                        |  |  |  |  |  |  |  |                          |
|                     |                           |  |                       |                                        |  |  |  |  |  |  |  |                          |
|                     |                           |  |                       | Žofie Litevská                         |  |  |  |  |  |  |  |                          |
|                     |                           |  |                       |                                        |  |  |  |  |  |  |  |                          |
|                     | Vladislav Jagellonský     |  |                       |                                        |  |  |  |  |  |  |  |                          |
|                     |                           |  |                       |                                        |  |  |  |  |  |  |  |                          |
|                     |                           |  |                       | Albrecht II. Habsburský                |  |  |  |  |  |  |  |                          |
|                     |                           |  |                       |                                        |  |  |  |  |  |  |  |                          |
|                     | Alžběta Habsburská        |  |                       |                                        |  |  |  |  |  |  |  |                          |
|                     |                           |  |                       |                                        |  |  |  |  |  |  |  |                          |
|                     |                           |  |                       | Alžběta Lucemburská                    |  |  |  |  |  |  |  |                          |
|                     |                           |  |                       |                                        |  |  |  |  |  |  |  |                          |
|                     | Anna Jagellonská          |  |                       |                                        |  |  |  |  |  |  |  |                          |
|                     |                           |  |                       |                                        |  |  |  |  |  |  |  |                          |
|                     |                           |  |                       | Jean I de Foix-Grailly, Earl of Kendal |  |  |  |  |  |  |  |                          |
|                     |                           |  |                       |                                        |  |  |  |  |  |  |  |                          |
|                     | Gaston II. z Foix-Candale |  |                       |                                        |  |  |  |  |  |  |  |                          |
|                     |                           |  |                       |                                        |  |  |  |  |  |  |  |                          |
|                     |                           |  |                       | Margaret de la Pole                    |  |  |  |  |  |  |  |                          |
|                     |                           |  |                       |                                        |  |  |  |  |  |  |  |                          |
|                     | Anna de Foix a Candale    |  |                       |                                        |  |  |  |  |  |  |  |                          |
|                     |                           |  |                       |                                        |  |  |  |  |  |  |  |                          |
|                     |                           |  |                       | Gaston IV of Foix                      |  |  |  |  |  |  |  |                          |
|                     |                           |  |                       |                                        |  |  |  |  |  |  |  |                          |
|                     | Kateřina z Foix-Candale   |  |                       |                                        |  |  |  |  |  |  |  |                          |
|                     |                           |  |                       |                                        |  |  |  |  |  |  |  |                          |
|                     |                           |  |                       | Eleonora I. Navarrská                  |  |  |  |  |  |  |  |                          |
|                     |                           |  |                       |                                        |  |  |  |  |  |  |  |                          |